# Annihilus
Annihilus est un super-vilain évoluant dans l'univers Marvel de la maison d'édition Marvel Comics. Créé par le scénariste Stan Lee et le dessinateur Jack Kirby, le personnage de fiction apparaît pour la première fois dans le comic book Fantastic Four Annual #6 en novembre 1968.

## Biographie du personnage

### Origines
Dans un lointain passé, des habitants de la planète Tyanna, au cœur de la Zone négative, partirent semer sur des planètes voisines, des spores fécondées artificiellement. Un de ces vaisseaux, à la suite d'une collision avec un météore, alla s'écraser sur la planète Arthros, un monde volcanique inhabité et son équipage libéra en une seule fois toutes les spores du vaisseau. L'une de celles qui évoluèrent devint une créature insectoïde, de faible constitution mais douée d'une grande intelligence, qui allait devenir Annihilus.
Ce dernier découvrit le vaisseau des Tyanniens et, parmi l'équipement, un casque de transmission des connaissances, grâce auquel il assimila le savoir des Tyanniens. Il utilisa ses pouvoirs nouvellement acquis pour asservir les formes de vie plus simples d'Arthros et transforma beaucoup de ses prisonniers en serviteurs qu'il nomma « Scavengers », utilisant le Transmutateur de gènes conçu par les Tyanniens. Il utilisa également les ressources du vaisseau pour créer sa Capsule de contrôle cosmique, ainsi qu'un exosquelette l'aidant à compenser sa faiblesse corporelle. Par la suite, il commença à envisager de conquérir ou détruire les mondes environnants de la Zone négative.
Fort de ces nouvelles armes et de sa très grande intelligence, il partit à la conquête de la Zone négative. Il s'opposa notamment aux Quatre Fantastiques et aux Vengeurs.

### Pendant l'Annihilation
Annihilus est à l'origine du crossover Annihilation (en) qui toucha l'ensemble des personnages « cosmiques » de l'univers Marvel en mars 2006.
À la tête d'une armée gigantesque, la Vague d'annihilation, Annihilus progressa à travers la Galaxie, allié avec Thanos qui lui permit de voler le pouvoir de Galactus. Il tua Quasar, détruisit le Nova Corps et le reliquat de l'empire Skrull. Il fut toutefois vaincu et tué par le dernier centurion Xandarien, Nova (Richard Rider).
Les quatre mini-séries constituant le cross-over sont : Annihilation: Silver Surfer, Annihilation: Super-Skrull, Annihilation: Nova et Annihilation: Ronan.

## Pouvoirs et capacités
Annihilus est une créature insectoïde originaire de la Zone négative. Il possède un exosquelette très sophistiqué qui lui donne une résistance surhumaine. Il peut également survivre dans le vide de l'espace pendant un an grâce à un système performant intégré à son exosquelette qui convertit et stocke l’énergie ainsi que l’oxygène.
Sa Capsule de contrôle cosmique (Cosmic Control Rod en VO) est un objet de sa propre création et son arme principale. C'est un petit cylindre fixé à son cou, qui contient l'essence de la technologie du vaisseau Tyannien qu’il rencontra peu après sa naissance. Des micro-circuits lui permettent de domestiquer son pouvoir et de contrôler de grandes quantités d'énergie cosmique, qui peut être utilisée sous la forme de rafales d’énergie destructrices ou pour transformer la structure atomique de la matière. L'énergie de la capsule ralentit également son vieillissement. Si Annihilus est privé de cette capsule, il s’affaiblit très vite. Il possède également une chambre de rajeunissement quand il doit restaurer son corps affaibli.
- Grâce à son exosquelette, Annihilus est doté d'une force et d'une résistance surhumaines[1].
- Ses ailes lui permettent de voler dans l'atmosphère à une vitesse maximale de 240 km/h[1].
- Lorsque Annihilus est tué, son corps libère des clones larvaires de lui-même, ceux-ci disposant de l’entière mémoire du précédent Annihilus, faisant de lui un être virtuellement immortel bien que son corps est physiquement celui d'un mortel[1].
- En tant que souverain d’une partie de la Zone négative, il a à sa disposition de nombreuses créatures, qui lui sont toutes entièrement dévouées. Les principales sont les « Scavengers » (des sortes de chauves-souris humanoïdes) et les « Foreurs », capables de d'entamer n’importe quelle sorte de matière avec leurs mâchoires[1].

## Apparitions dans d'autres médias
Sauf indication contraire, les informations mentionnées dans cette section peuvent être confirmées par la base de données cinématographiques IMDb,  présente dans la section « Liens externes ».

### Télévision
- 2006-2007 : Les Quatre Fantastiques (série d'animation)
- 2010 : Avengers : L'Équipe des super-héros (série d'animation)